# Karakuri Dôji Ultimo
Karakuri Dôji Ultimo (јап. 機巧童子ULTIMO; слободни превод: „Механички дечак: Ултимо“) или само Ultimo, јапанска је манга серија коју је написао амерички сценариста Стен Ли, а дорадио и илустровао Хиројуки Такеи. Манга се бави тематиком апсолутног добра и зла. Наслов је првобитно објављен 18. априла 2008. године у облику кратке приче (Karakuri Dôji Ultimo Chapter: 0 − ткзв. „нулто поглавље“) у специјалном издању магазина Jump SQ. званом Jump SQ.II. Серијализација је почела марта 2009. године и манга се објављивала на месечном нивоу до октобра 2015. године. Издавачка кућа Shueisha сакупила је поглавља у 12 танкобон тома; први је изашао 3. јула 2009, а последњи 4. децембра 2015. године.
Мангу је на енглески превела северноамеричка компанија Viz Media. „Нулто поглавље“ објављено је септембра 2008. године у часопису  Shonen Jump. Енглеска верзија манге је промовисана 2008. године на конвенцији New York Comic Con. Наредне године, у јулском издању часописа Shonen Jump, наслов је почео са серијализацијом и објављивао се сваког месеца до фебруара 2011. године. Поглавља су касније сакупљена у томове; први је изашао 2. фебруара 2010, а последњи 6. децембра 2016. године. Од 7. тома манга је издавана у Shonen Jump Advanced.

## Радња

### Нулто поглавље
Пре хиљаду година, за време феудалног Јапана, геније звани др Дунстан је створио своју „последњз клетву овом свету,“ механичке лутке (дођи) зване Ултимо и Вајс, које представљају „апсолутно добро“ и „апсолутно зло“. У садашњости, преуршен у чудовиште, Вајс напада торањ у западном Токију. Ултимо успева да га заустави, али обојица завршавају лансирани на различите делове Јапана. Ултима налази старац, а Вајса један од полицајаца који је присуствовао борби.

### Манга
Јамато Агари, шеснаестогодишњак који је заборавио рођендански поклон за своју симпатију, одлази до оближње антикватнице да купи нешто. Тамо, у стакленој витрини, види прелепу, огромну лутку. Јамато јој прилази, и лутка се пробија кроз витрину и говори му како је прошло девет векова откад су се видели. Јамато сазнаје да је он заправо реинкарнација бандита из Хеиан периода, и да је Ултимо, лутка из витрине, каракури дођи („механички дечак”) кога је направио мистериозни др Дунстан.
Јамато убрзо упознаје остале дођије и њихове господаре, и сазнаје да Дунстан жели да спозна шта је јаче, зло или доброта. У ту сврху је направио седам „злих“ и шест „добрих“ дођија, плус „апсолутно зло и доброту,“ Ултима и Вајса.

## Стварање
Испрва је најављено да ће Стен Ли и јапански манга уметник Хиројуки Такеи радити на неименованом стрипу. Ли је у једном интервјуу рекао да су га компаније Dream Ranch и JEA позвале да створи мангу са њима, и да је био заинтересован јер никада није направио мангу о роботима једнаких снага, али на различитим странама. Такође је желео да створи стрип који ће се свидети јапанској и америчкој публици. Прва обојена илустрација Вајса и Ултима је 4. априла 2008. објављена на сајту S-Manga.Netчасописа , и недуго након тога, у часопису  Jump SQ. II изашло је „нулто поглавље“ стрипа.
Истог дана када је изашла манга, компанија Viz Media је одржала трибину на конвенцији . Гости на трибини били су Стен Ли, Таканори Асада (уредник у Jump Square-у) и Марк Вајденбаум (главни уредник у Shonen Jump-у). Приказане су и две Такеијеве промотивне илустрације, једна је имала Ултима, а друга др Дунстана. Таканори Асада је на трибини рекао: „Тако ми је драго што ћемо радити са великаном као што је Стен Ли. Тако сам срећан што ће два невероватна ума радити заједно. Не сумњам да ће Ултимо бити одличан.“

## Франшиза

### Манга
„Нулто поглавље“ је имало 32 стране и премијерно је објављено 18. априла 2008. године у новонасталом  часопису Jump SQ.II. Прве три стране су биле обојене и промотивно су биле приказане на S-Manga.Net, интернет страници издавачке куће Shueisha. Ово поглавље је на енглески језик превела компанија Viz Media и потом објавила 2008. године у септембарском издању часописа Shonen Jump, које је пуштено на тржиште 5. августа 2008. године.
Остала поглавља, односно главна манга серија, почела је да се објављује 2009. године у мартовском издању часописа . Компанија Viz Media је исте године почела да објављује енглеску верзију у јулском издању часописа Shonen Jump.

### Аудио-стрип
Издавачка кућа Shueisha је априла 2011. године објавила да ће у мају, на програму Sakiyomi JumBANG!, пустити аудио верзију (енгл. vcomic/voice-comic) прва два поглавља манге, али подељену на четири дела.  Аудио-стрип је јуна исте године окачен на званични сајт ТВ програма.

## Ликови

### Људи

#### Роџер Дунстан
Роџер Дунстан (ロジャー ダンスタン Roger Dansutan) је творац свих дођија и главни антагониста приче. Он је геније из будућности који има способност да путује кроз време. Направио је дођије јер жели да тестира шта је јаче, доброта или зло. Лично је изабрао све господаре дођија, али упркос њиховим вољама. Дизајн лика базиран је на Стену Лију. Његов дођи је Миље.

#### Господари добрихдођија
Јамато Агари
Јамато Агари (東 大和 Agari Yamato) је протагониста приче који је у прошлом животу био бандит из Хеиан периода. Он и његове присталице су мрзели племиће и једног дана су напали Дунстана, старца који је превозио две „лутке,“ мислећи да су били поклон за неког богаташа. Покушали су да га опљачкају, али су у процесу пробудили Ултима и Вајса, бића налик луткама која представљају „апсолутну доброту и зло“. У  веку, Јамато је бучни средњошколац који само мисли на своју симпатију. Његов дођи је Ултимо.
Шин Екода
Шин Екода (江古田 新 Ekoda Shin), односно Еко, је у Хеиан периоду био монах звани Екобо, а у садашњости је суши мајстор. Он је великодушан и породичан човек, који кроз причу свим ликовима даје савете. Умро је и враћен је у живот више пута, па је након једног инцидента његов дођи Регула прешао у руке Макото Сајаме.
Макото Сајама
Макото Сајама (狭山 真琴 Sayama Makoto) је Јаматова симпатија која крије велику тајну. Због тог бремена, упркос томе што наслеђује Регулу од Екоде, Макото уме да буде злонамерна.
Коун Шакуђи
Коун Шакуђи (石神井 小雲 Shakujii Koun) je доктор који је за време Другог светског рата упознао Пардонера, дођија који има способност лечења. Пардоне је након Коунове смрти постао дођи Кијосе Мацумото, девојке која је у прошлом животу радила заједно са доктором на бојишту.
Маћи Шина
Маћи Шина (椎名 マチ Shina Machi) је гатара која не верује у прорицање судбине и њен дођи је Слоу. Мада, након што је повређен Хироши Кумегава, један од господара добрих дођија са ким је наводно у вези, Маћи се одриче своје улоге јер сматра да не заслужује да буде Слоуов господар. Њено место преузима Акицу Отаке.
Хироши Кумегава
Хироши Кумегава (久米川 ヒロシ Kumegawa Hiroshi) је мафијаш и његов дођи је Гејџ. Након борбе са Вајсом, Хироши постаје парализован и приморан је да се одрекне своје улоге господара. Његовог дођија преузима Хибари Оуме.
Хибари Оуме
Хибари Оуме (青梅 ひばり Oume Hibari) је енергична средњошколка која је у прошлом животу, за време Другог светског рата, продавала пиринач на црном тржишту. Она наслеђује Гејџа од Хирошија. Њен отац у XXI веку је Каизо Оуме, бизнисмен на страни злих дођија.
Акицу Отаке
Акицу Отаке (大竹 秋津 Otake Akitsu) је мушкобањаста средњошколка која је у прошлом животу била пилот „Зеро“ авиона. Она наслеђује дођија Слоуа од Маћи Шине.
Кијосе Мацумото
Кијосе Мацумото (松本 清瀬 Matsumoto Kiyose) је наизлгед стидљива средњошколка која је у прошлом животу, за време Другог светског рата, била медицинска сестра на бојишту. Радила је заједно Коуном, али за разлику од њега је умрла у току рата. Након што је реинкарнирана, опет је срела др Коуна и од њега наследила дођија Пардонера.
Мусаши Мурајама
Мусаши Мурајама (村山 武蔵 Murayama Musashi) је полицајац из будућности који жели да се освети Дунстану. У XXI веку је шеснаестогодишњак кога је Екода примио у кућу јер није имао кров над главом. Мусаши је веома озбиљна личност, али кроз причу полако показује и своју мекшу страну. Његов дођи је Софија.
Јоићи Оизуми
Јоићи Оизуми (大泉 洋一 Ōizumi Yōichi) је средовечан бизнисмен великога срца чију доброту искоришћава његова породица и људи на послу. Упркос томе, он је великодушан и увек спреман да помогне. Његов дођи је Сервис.

#### Господари злихдођија
Кавагое Кеј
Кавагое Кеј (川越 慶 Kei Kawagoe) или само К, је Вајсов господар који је за време Хеиан периода био похлепни владар звани Коцуцубо Катамари чију је вереницу завео бандит Јамато. У XXI веку је незапослен и огорчен, што злом Вајсу иде у корист.
Томомицу Ирума
Томомицу Ирума (入間 智光 Iruma Tomomitsu) је коруптирани политичар који је у Хеиан периоду био Кејов саветник. Испрва је био човек великог срца, али је његову мржњу према неспособним људима искористио дођи Џелоси. Иако му је био господар, Џелоси га убија и узима новог.
Рун Кодаира
Рун Кодаира (小平 ルネ Kodaira Rune) је Јаматов пријатељ у модерном добу, који је у Хеиан периоду био лејди Геко, његова вереница. Пошто су Јаматови бандити сматрали све племиће злим, Ултимо је убио лејди Геко упркос томе што ју је његов господар волео. Рун је у XXI веку љубоморан на Сајаму, Јаматову тренутну симпатију. Стога, он постаје нови Џелосијев господар.
Фусатаро Фуса
Фусатаро Фуса (福生 フサ太郎 Fussa Fusatarou) је музички продуцент који је у младости био члан бенда. Огорчен неуспелом музичком каријером, он је убедио себе да само добар перформанс и генеричне песме могу да донесу зараду. Његов дођи је Рејџ.
Сумако Мијоши
Сумако Мијоши (三芳 スマ子 Miyoshi Sumako) је учитељица благе нарави која се брине за свој љубавни живот. То што је очајна за дечком даје снагу њеном дођију Дезиру.
Мизухо
Мизухо (みずほ Mizuho) или само Мизхо, је агресивна средњошколка која је у прошлом животу била француски поручник звани Мичел Дубојс. Њен дођи је Парес.
Каизо Оуме
Каизо Оуме (青梅 戒造 Oume Kaizou) је богати бизнисмен и Хибарин отац који је у прошлом животу био похлепни земљопоседник. Хибари и он тада нису били у сродству, али су често сарађивали. Каизо Оуме се такође појављује у Такеијевој манги Shaman King. The Super Star, наставку његовог најпознатијег дела.
Хана Коганеи
Хана Коганеи (小金井 花 Kouganei Hana) је девојчица од пет година и господар дођија Едила.
Акира Хидака
Акира Хидака (日高 了 Hidaka Akira) је успешни голфер. Он је веома поносна и дволична особа која не воли насиље, али воли да манипулише људима. Његов дођи је Оргуло.
Ђун Ћићибу
Ђун Ћићибу (秩父 ジュン Chichibu Jun) је суицидалан дечак који жели да буде Вајсов господар. Не боји се смрти, али ни убијања, носећи често са собом самострел. Вајс га испрва умало убија, али касније га користи као секундарног господара.

### Дођији

#### Миље
Миље (ミリュー Miryuu, фр. Milieu – „Средина“) је Дунстанов асистент и дођи.  Веома је опуштеног карактера и ништа га не дотиче. Поседује моћ реинкарнације и омогућује Дунстану да путује кроз време и димензије. 

#### Дођијидоброте
Ултимо
Ултимо (ウルティモ Urutimo) је један од главних ликова манге и Јаматов дођи. Он је биће „апсолутне доброте“ и антитеза Вајсу. Упркос томе, његова доброта често одлази у екстрем, па не види да свет није само црн или бео. Има способност да заустави и путује кроз време.
Сервис
Сервис (セルヴィス Seruvisu), као и остали добри дођији, представља један аспект савршености у Будизму, у овом случају дарежљивост. Сервис је веома оптимистчан и весео лик, поносан што може да помаже другима. Поседује способност да манипулише моћима осталих дођија, али само у одређеном домету. Његов господар је Јоићи Оизуми.
Регула
Регула (レグラ Regura)  или Регла, представља појам врлине у Будизму. Он има веома опуштен карактер, али брзо може да постане озбиљан. Његова главна способност је брисање и мењање успомена. Испрва је био Екодин дођи, али касније добија новог господара, Сајаму.
Пардоне
Пардоне (パルドネ Parudone) или Пардонер, је дођи који представља стрпљивост. Веома је смирен лик, који лако опрашта људима. Има способност лечења, због чега је био користан на бојишту за време Другог светског рата. Његов први господар је био др Коуне, али касније га мења Кијосе.
Слоу
Слоу (スロウ Suro, енгл. Slow – „Спор“) је оличење истрајности. Има способност да мења судбину, па због тога увек верује да ће се све добро свршити.  Његов први господар је била Маћи, али њено место касније преузима Отаке.
Гоџ
Гоџ (ゴーゲ Goge) или Гејџ, представља појам смирености у Будизму. Он је великог стаса и веома јак, али је генерално опуштене нарави. Има способност да манипулише емоцијама, како код људи тако и код дођија. Хироши му је био први господар, али касније то место заузима Хибари.
Софија
Софија (ソピア Sopia) је оличење мудрости. Као и Мусаши, његов господар, веома је интелигентан. Има способност манипулације чулима.

#### Дођијизла
Вајс
Вајс (バイス, Baisu, енгл. Vice – „Порок“) је један од главних зликовца манге, и биће „апсолутног зла“. Он само жели да уништава, и храни се људском мржњом и неспособношћу. Његов господар је Кеј, али Вајс је тај који наређује. Лик Вајса се именом, и делимично изгледом, појављује и у Такеијевом делу Jumbor. У једном поглављу, Вајс носи јакну на којој пише „Генбер,“ име главног антагонисте из Jumbor-а.
Џелос
Џелос (ジェラス Jerasu) или Џелоси (енгл. Jealousy – „Љубомора“), као и остали зли дођији, један је од седам смртних грехова, у овом случају завист. Он има способност да чита туђа срца, због чега је увек уморан. Његов први господар је био Ирума, али га је Џелос убио након што му је његова „злоба“ досадила. Искоришћава љубомору коју Рун, односно лејди Геко, осећа према Сајами, и тако добија новог господара.
Дезир
Дезир (デジル Dejiru, фр. Désir – „Жеља“) је оличење пожуде. Веома је шармантан, али и манипулативан, поготово према свом господару. Има способност да блокира моћи других дођија.
Едил
Едил (エデレ Edere) односно Итер (енгл. Eater – „Ждерач“), оличење је прождрљивости. Има надљудску снагу и може да се претвори у џина. Његов господар је Хана Коганеи.
Аваро
Аваро (アバロ Abaro) је оличење похлепе. Ситног је стаса, али може у недоглед себе да клонира. Његов господар је Каизо Оуме.
Парес
Парес (パレス Paresu, фр. Paresse – „Лењост“) је оличење лењости. Веома се кратко појављује у серији, па се о његовој способности само зна да на неки начин манипулише дрвом. Толико је лењ да га и стајање умара, тако да је агресиван само када га неко испровоцира. Његов господар је Мизухо.
Рејџ
Рејџ (レイジ Raiju, енгл. Rage – „Бес“) је оличење гнева. Веома је кратких живаца и увек спреман за борбу. Има способност да манипулише струјом. Његов господар је Фусатаро.
Оргуло
Оргуло (オルグレオ Orugureo) је оличење поноса. За разлику од свог господара, Акире, увек је спреман за насиље. Има способност да манипулише ватром.

## Спољашњи извори
- Страна за часопис Jump SQ.II на сајту
- Ултимо у часопису
- Ултимо у часопису